# Poemat o mówieniu prawdy
Poemat o mówieniu prawdy – 35-częściowy poemat Dawida Junga wydany pod redakcją Dariusza Dziurzyńskiego w 2014, w serii Biblioteka Współczesnej Poezji Polskiej przy Zeszytach Poetyckich.

## O dziele
Prace nad poematem trwały już przed 2009, gdy w tym samym roku za fragment „Poematu o mówieniu prawdy” Dawid Jung został nagrodzony Medalem im. Juliusza Słowackiego we wrocławskim Ossolineum (nagrodę poecie wręczał osobiście Marian Pankowski).
Książkę poprzedza motto po łacinie, które stanowi leonin niellowany na patenie kielicha królewskiego z ok. 1180, obecnie znajdującego się w zbiorach Muzeum Archidiecezjalnego w Gnieźnie. Okładkę zaprojektował Maciej Jung według koncepcji i na podstawie autorskiej fotografii poety wykonanej w Rzymie, w bazylice Matki Bożej Anielskiej i Męczenników, przedstawiającej rzeźbę Igora Mitoraja.
Poemat opowiada wspólne losy Polaków, Niemców i Żydów, których historia związała m.in. z Ziemią Gnieźnieńską.
W podobnym tonie o poemacie wypowiadał się m.in. poeta i krytyk literacki, Rafał Gawin: (...) to rzadki w polskiej poezji najnowszej przykład udanego (a momentami bardzo udanego) mariażu neoklasycyzmu z postmodernizmem: począwszy od trawestacji utworów dawnych, poprzez polifonię głosów z różnych epok, po wiersze konkretne (…).
Konotacje kulturowe w poemacie Junga omawiał szczegółowo również Piotr Wiktor Lorkowski.